# G-LOC

g-LOC은 '지락'이라 발음하고 ‘중력에 의한 의식상실’이라는 뜻으로, G-force induced Loss Of Consciousness의 약자이다.
비행중 급격한 기동등으로 인해 유발되는 원심가속도로 인해 조종사 신체의 피가 다리쪽으로 몰리게 되고, 이로 인하여 뇌에 산소 공급이 원활하지 못하여 조종사가 실신하는 현상을 일컫는다. 이를 극복하기 위해 조종사들(특히 전투조종사)은 지속적으로 머리에 혈액공급을 유지할 수 있도록 하는 L-1 호흡법과 혹독한 육체 트레이닝을 필요로 한다. 시력은 상실했으나 의식은 있는 상태인 "블랙 아웃"(Blackout)이 지락 바로 전 단계이다.

## 같이 보기
- 2015년 쇼어햄 에어쇼 추락 사고
- G-슈트
- 융커스 Ju 87
- 레드아웃